# Paroedura lohatsara
Paroedura lohatsara es una especie de geco del género Paroedura, familia Gekkonidae, orden Squamata. Fue descrita científicamente por Glaw, Vences y K. Schmidt en 2001.

## Descripción
La longitud hocico-respiradero es de aproximadamente 80 milímetros.

## Distribución
Se distribuye por Madagascar.